# Naticidae
Naticidae es una familia de moluscos gastrópodos del orden Caenogastropoda y la única de la superfamilia Naticoidea.
La familia Naticidae fue creada por el teólogo y naturalista Reverendo Lansdowne Guilding (1797-1831) en 1834.
Gran parte de las especies de esta familia realiza perforaciones en las conchas de sus presas, a través de la cual obtienen su alimento. Como consecuencia, dejan una bioerosión de contorno circular conocida como Oichnus paraboloides .

## Lista de géneros
| - género Amauropsis Mörch, 1857 - género Benthobulbus McLean, 1995 - género Bulbus T. Brown, 1839 - género Calinaticina J. Q. Burch & Campbell, 1963 - género Conuber Finlay & Marwick, 1937 - género Cryptonatica Dall, 1892 - género Eunaticina P. Fischer, 1885 - género Euspira Agassiz in J. Sowerby, 1837 - género Falsilunatia Powell, 1951 - género Friginatica Hedley, 1916 - género Gennaeosinum Iredale, 1929 - género Globisinum Marwick, 1924 - género Glossaulax Pilsbry, 1929 - género Haliotinella Souverbie, 1875 - género Hypterita Woodring, 1957 - género Kerguelenatica Powell, 1951 - género Laguncula Benson, 1842 - género Mammilla Schumacher, 1817 | - género Microlinices Simone, 2014 - género Natica Scopoli, 1777 - género Naticarius Duméril, 1805 - género Neverita Risso, 1826 - género Notocochlis Powell, 1933 - género Paratectonatica Azuma, 1961 - género Payraudeautia Bucquoy, Dautzenberg & Dollfus, 1883 - género Polinices Montfort, 1810 - género Proxiuber Powell, 1933 - género Pseudopolinices Golikov & Sirenko, 1983 - género Sigatica Meyer & Aldrich, 1886 - género Sinuber Powell, 1951 - género Sinum Röding, 1798 - género Stigmaulax Mörch, 1852 - género Tanea Marwick, 1931 - género Tasmatica Finlay & Marwick, 1937 - género Tectonatica Sacco, 1890 - género Uberella Finlay, 1928 |

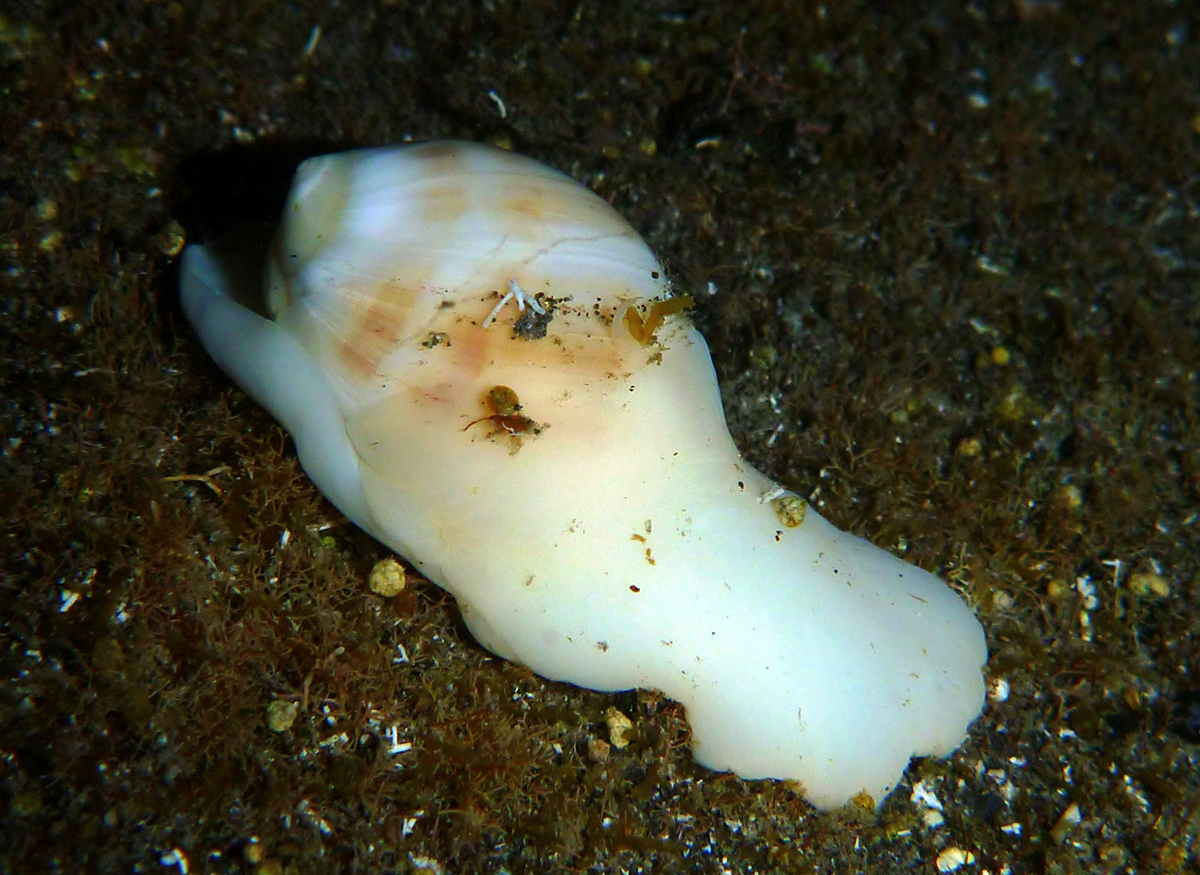
Mammilla melanostoma
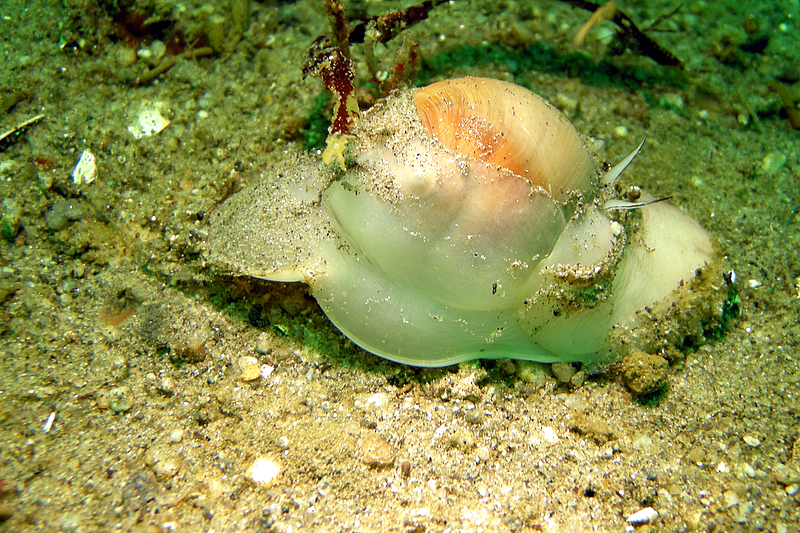
Neverita lewisii
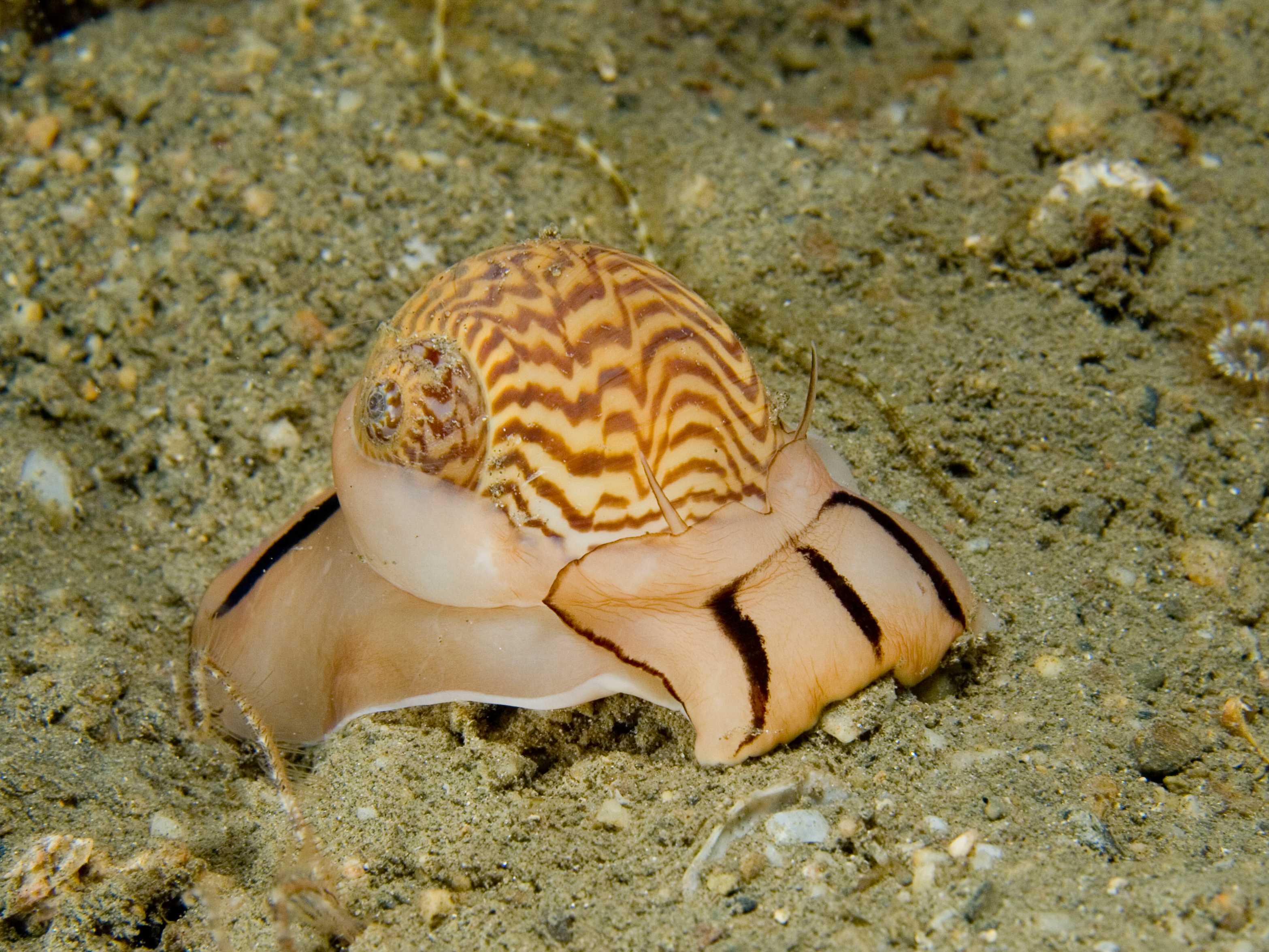
Tanea undulata
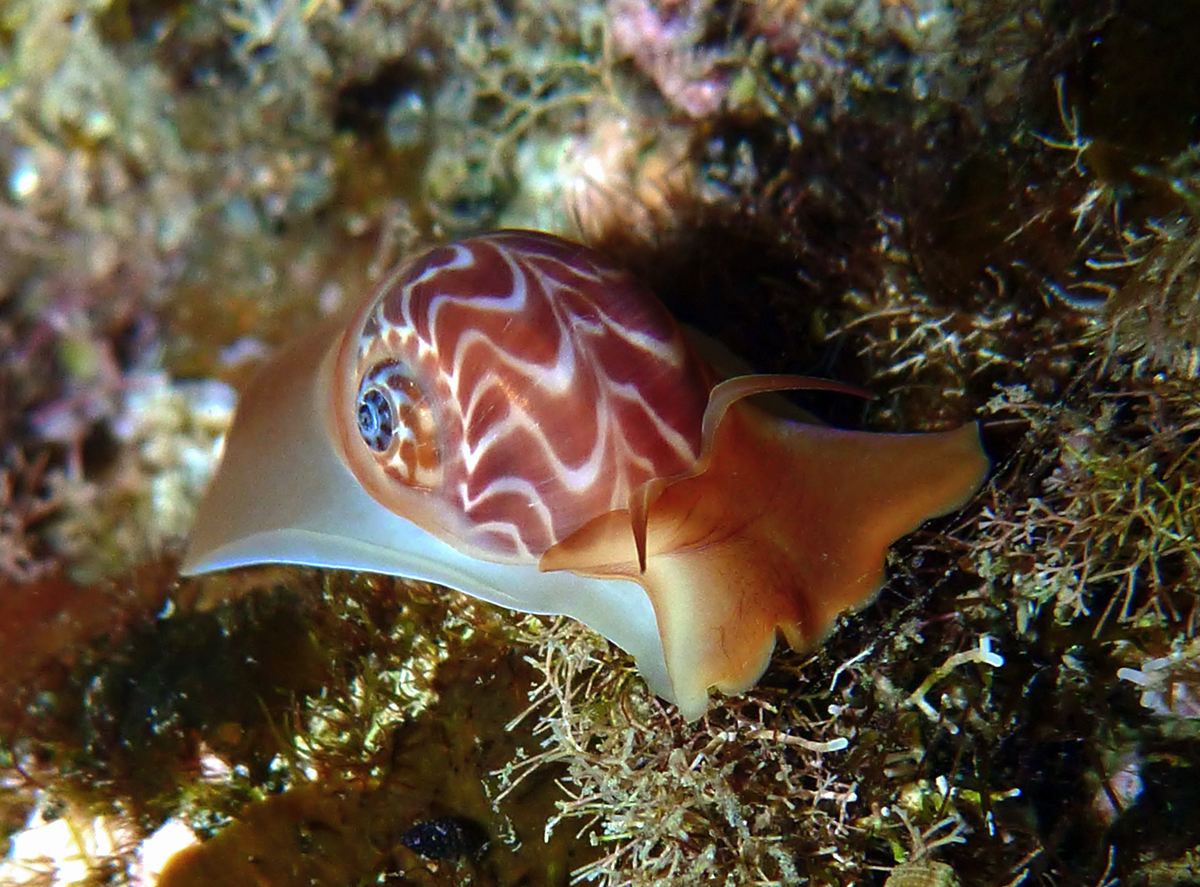
Tectonatica violacea

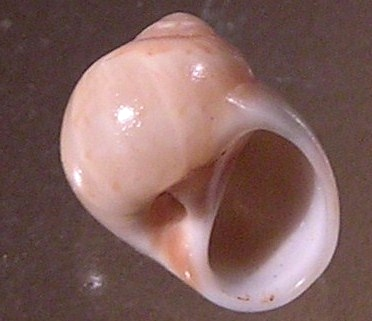
Eunaticina nitida
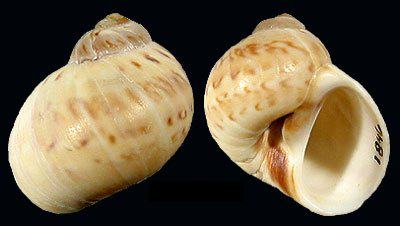
Euspira nitida
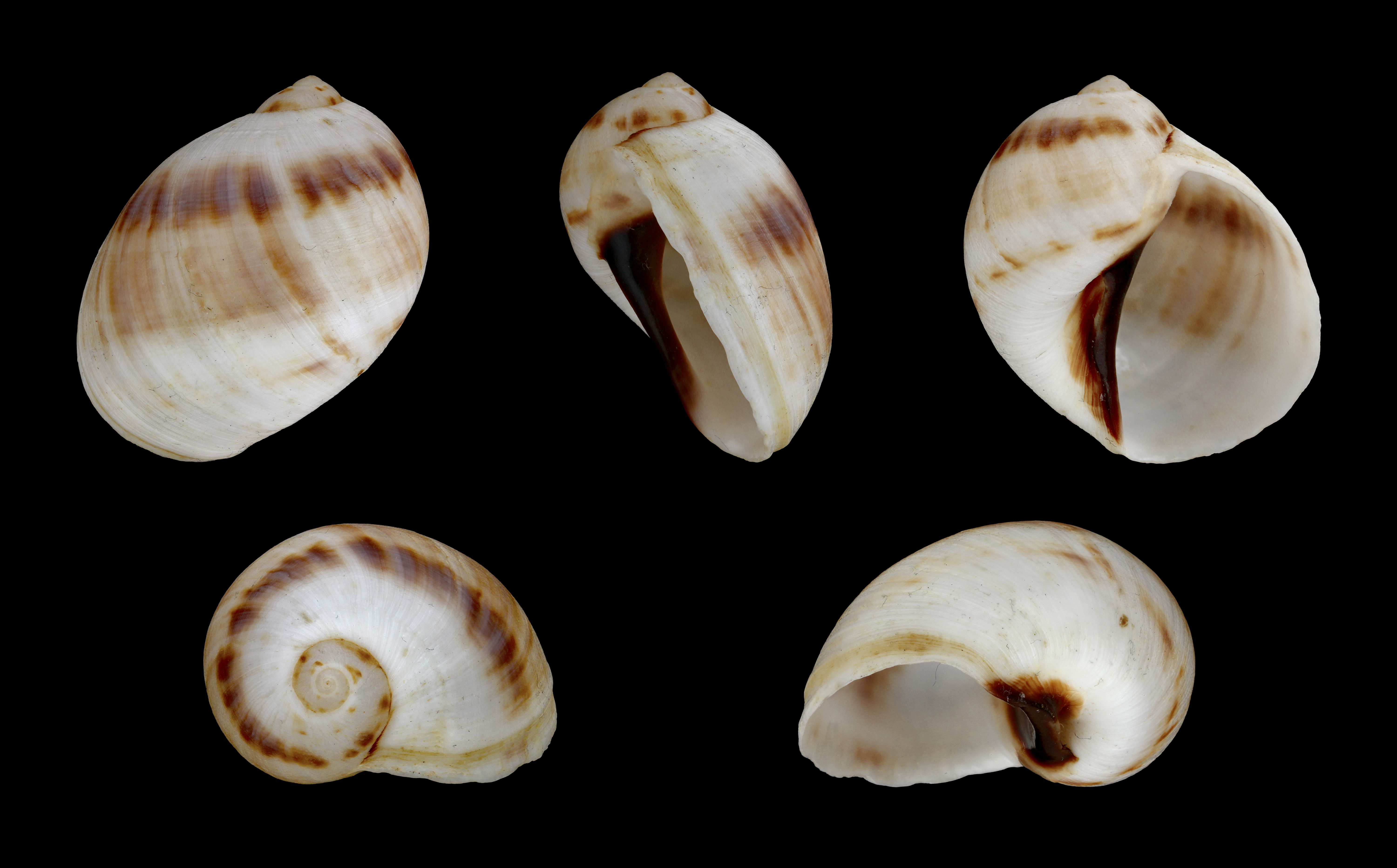
Mammilla sebae
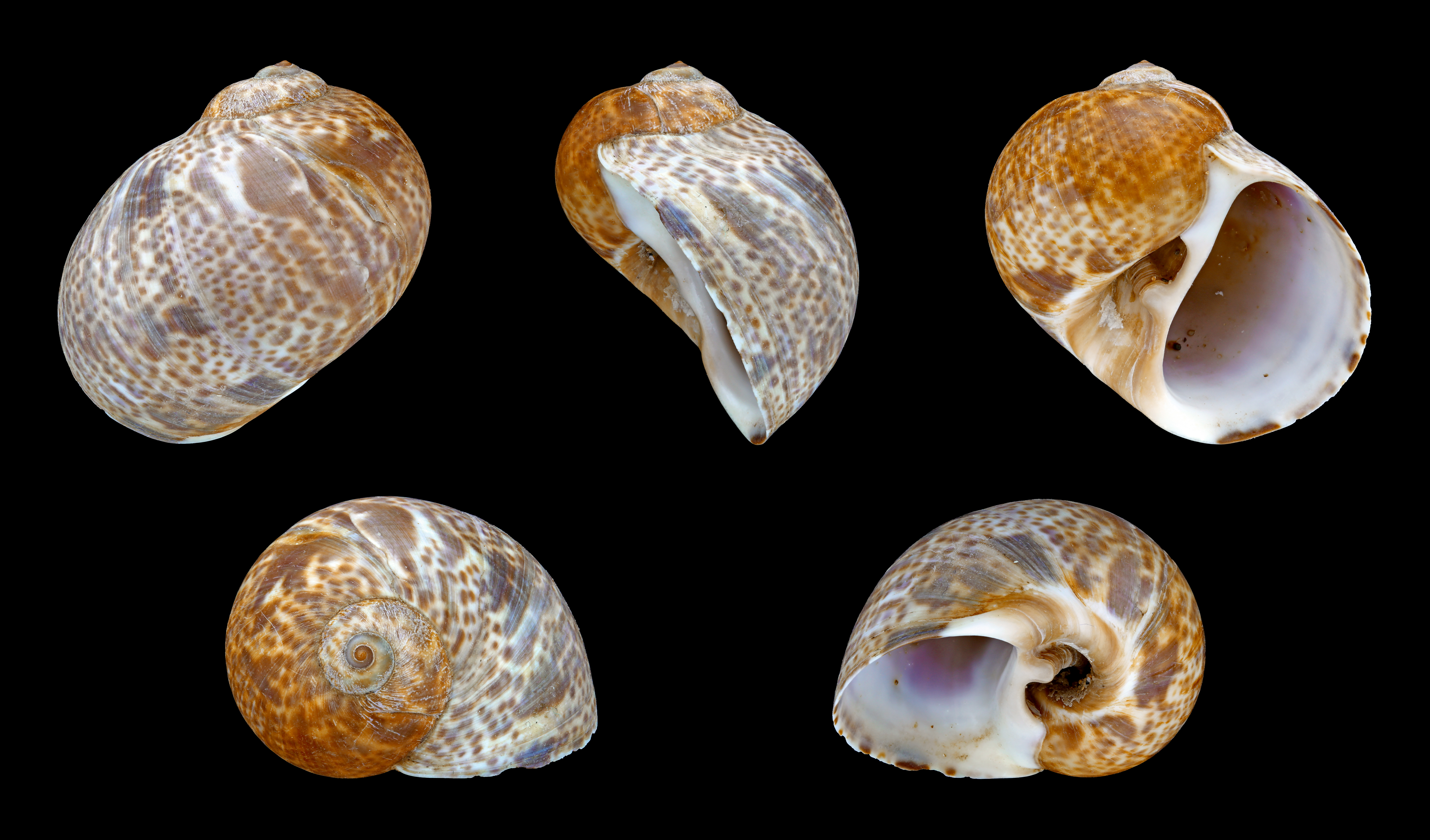
Natica hebraea
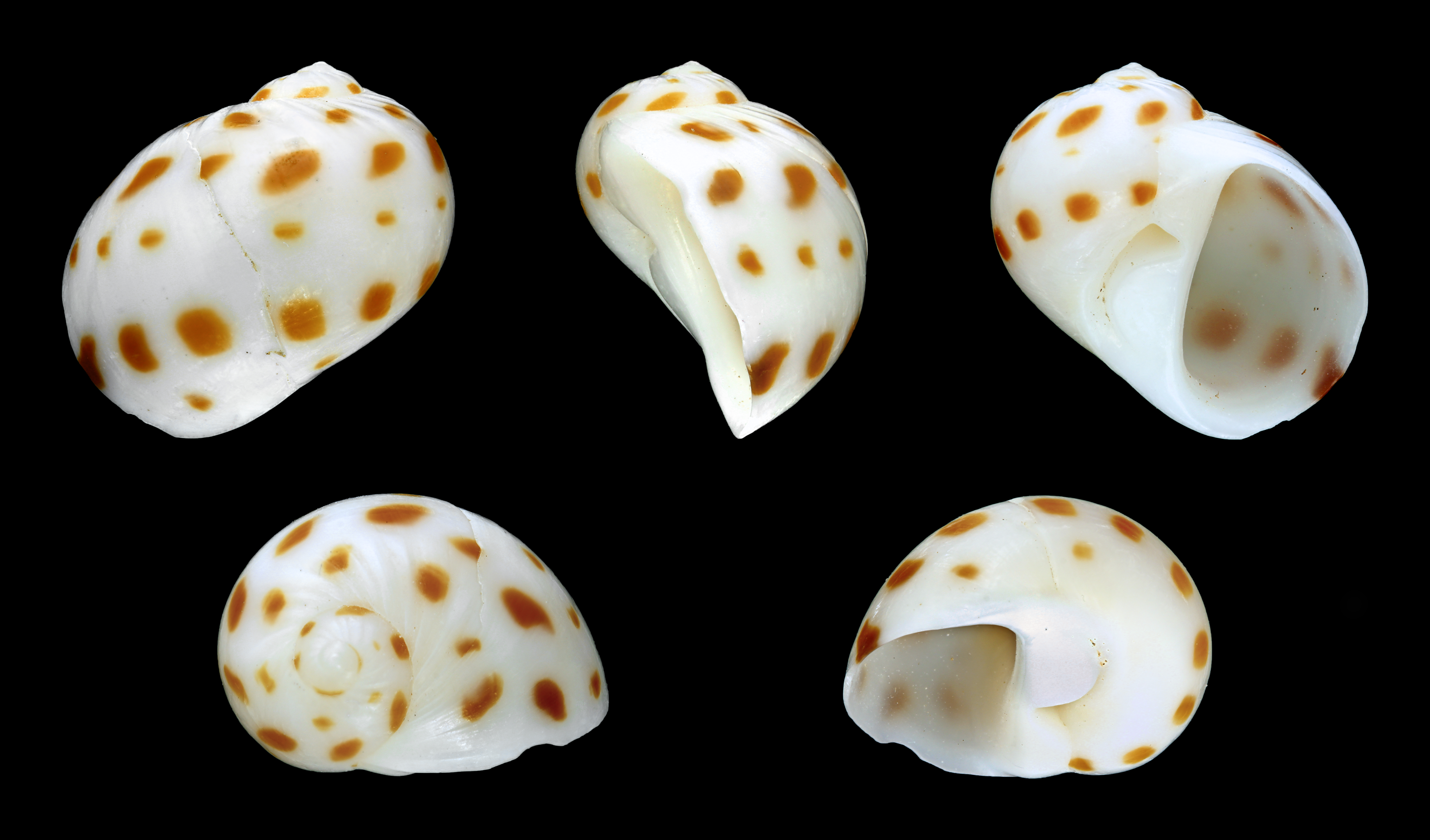
Naticarius onca
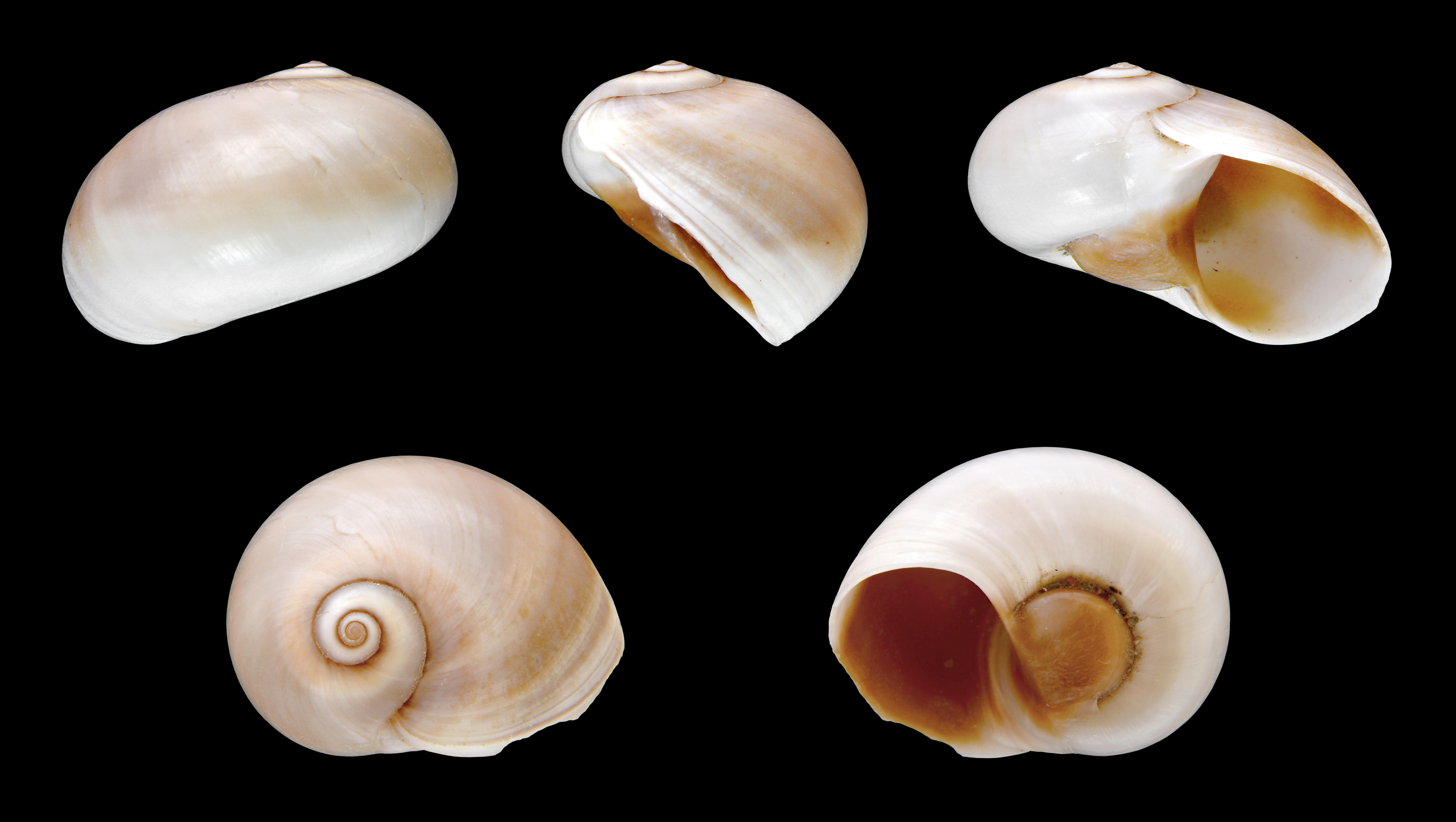
Neverita josephinia
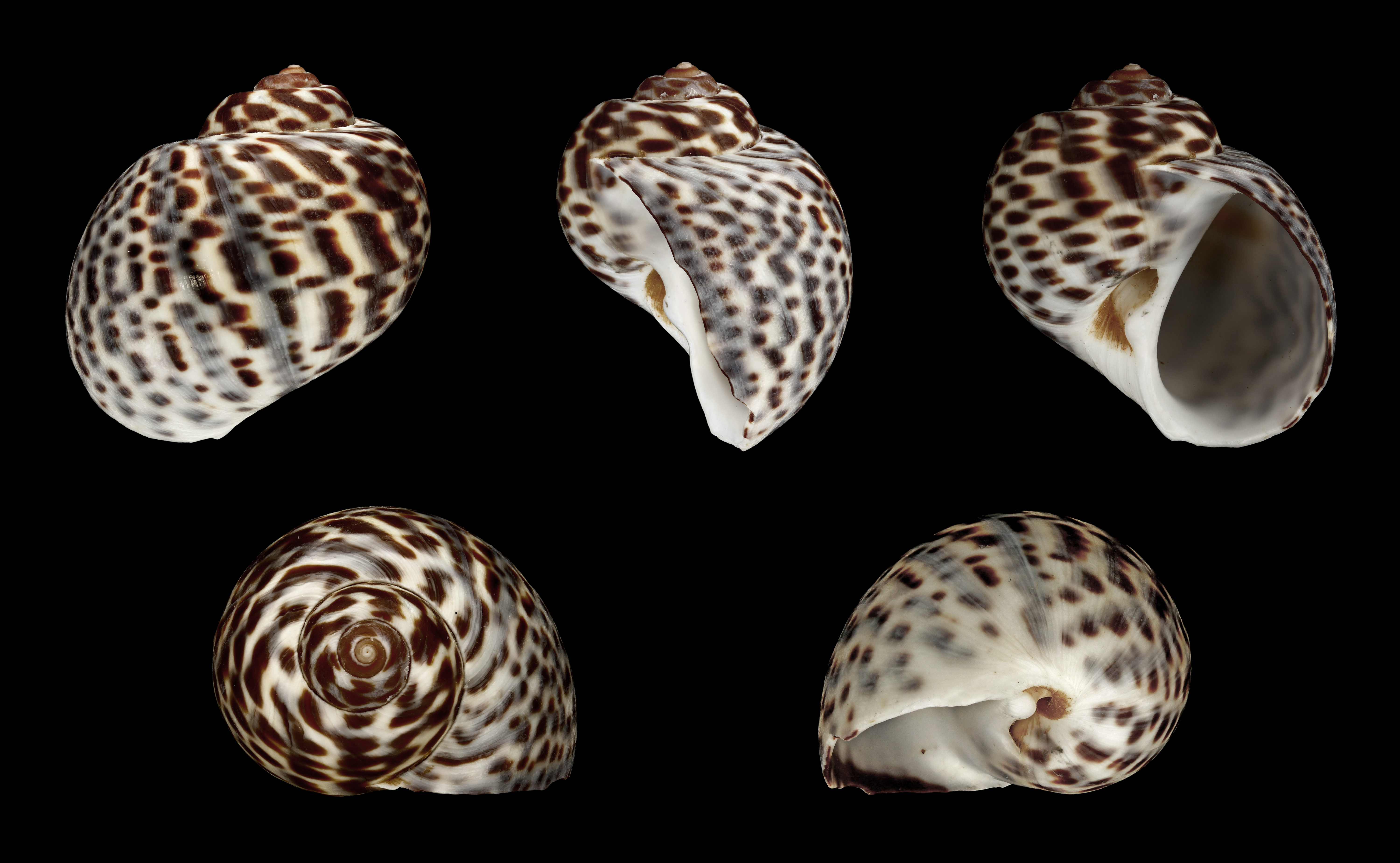
Notocochlis tigrina
Polinices tumidus
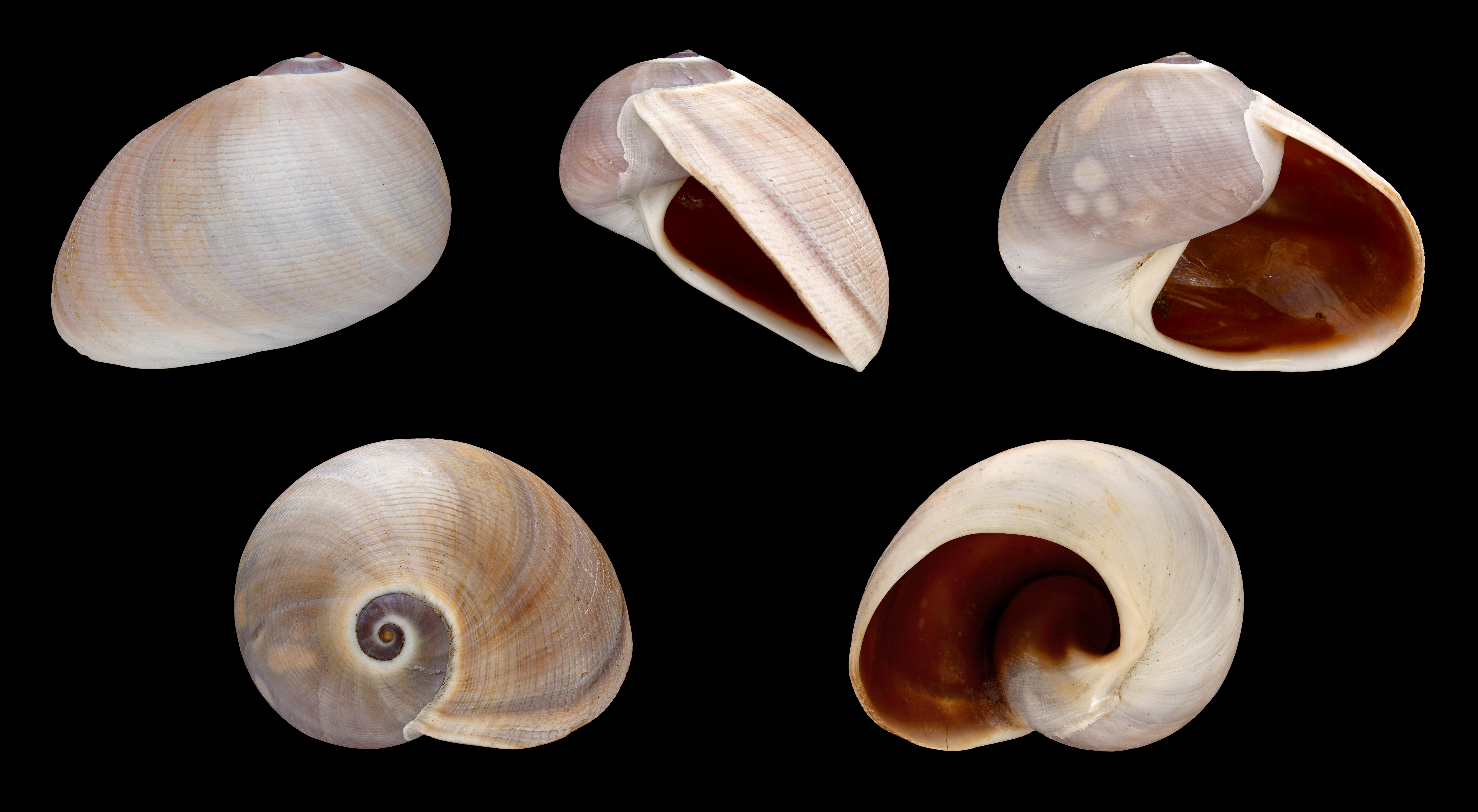
Sinum cymba
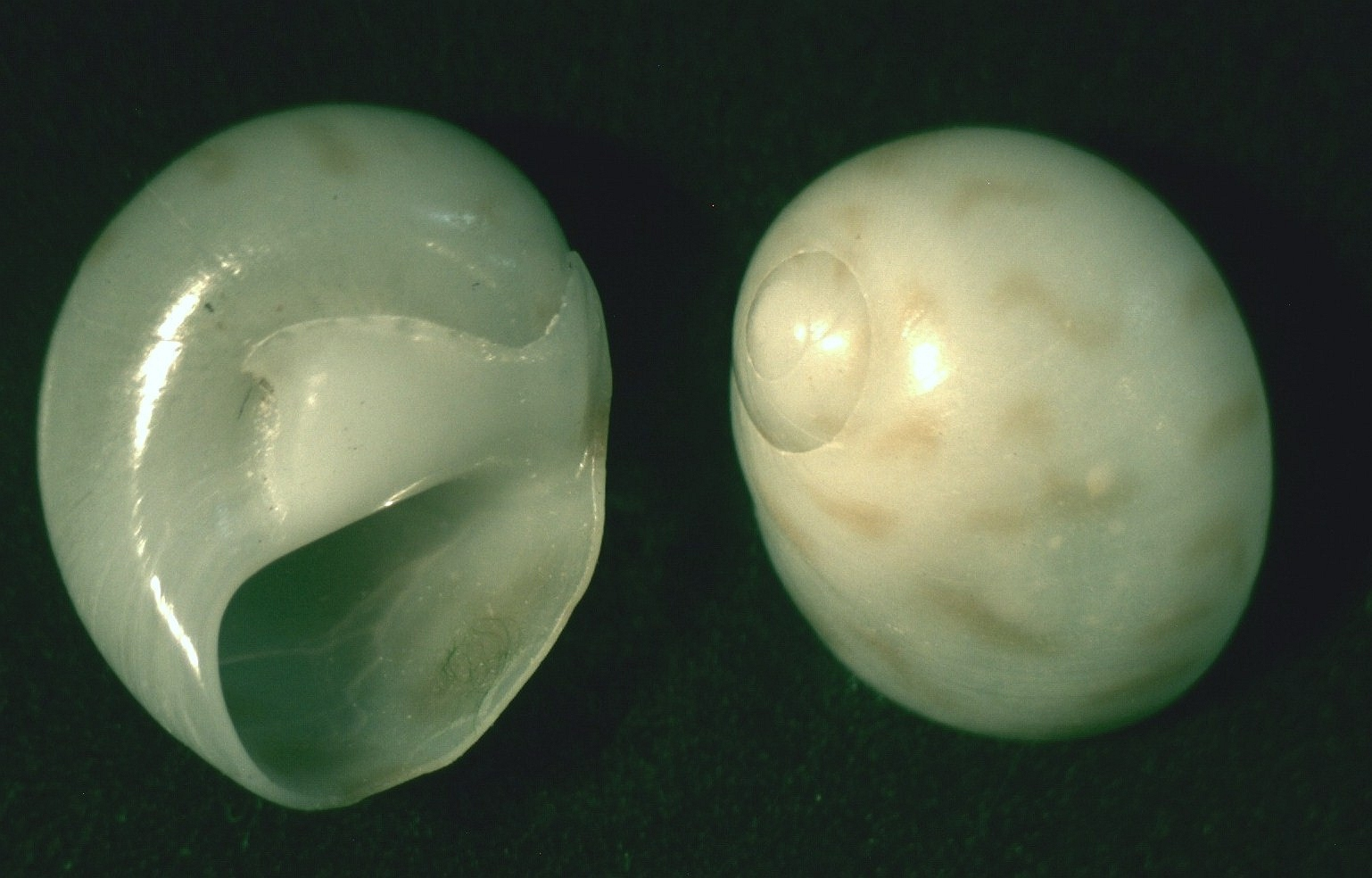
Tasmatica schoutanica